# Comtat de Fenis
El comtat de Fenis fou una jurisdicció dels Sacre Imperi Romanogermànic, que va pertànyer als comtes de Neuchatel.
Fenis comprenia Nidau, Strassberg i Büren i tenia per capital a Cerlier.